# يوري بيرتين
يوري بيرتين (بالفرنسية: Yori Bertin)‏ هي ممثلة فرنسية، ولدت في 28 ديسمبر 1940 في فرنسا.

## وصلات خارجية
- يوري بيرتين على موقع IMDb (الإنجليزية)
- يوري بيرتين على موقع ألو سيني (الفرنسية)
- يوري بيرتين على موقع أول موفي (الإنجليزية)
- يوري بيرتين على موقع قاعدة بيانات الأفلام السويدية (السويدية)
- يوري بيرتين على موقع قاعدة بيانات الفيلم (الإنجليزية)
- يوري بيرتين على موقع كينوبويسك (الروسية)